# Diest
Diest è una città belga di circa 20 000 abitanti nelle Fiandre (Brabante Fiammingo), sul fiume Demer. Conserva notevoli monumenti: le mura, la chiesa di San Sulpizio (Sint Sulpitius) (XV secolo), il beghinaggio (XIII secolo) e un museo.

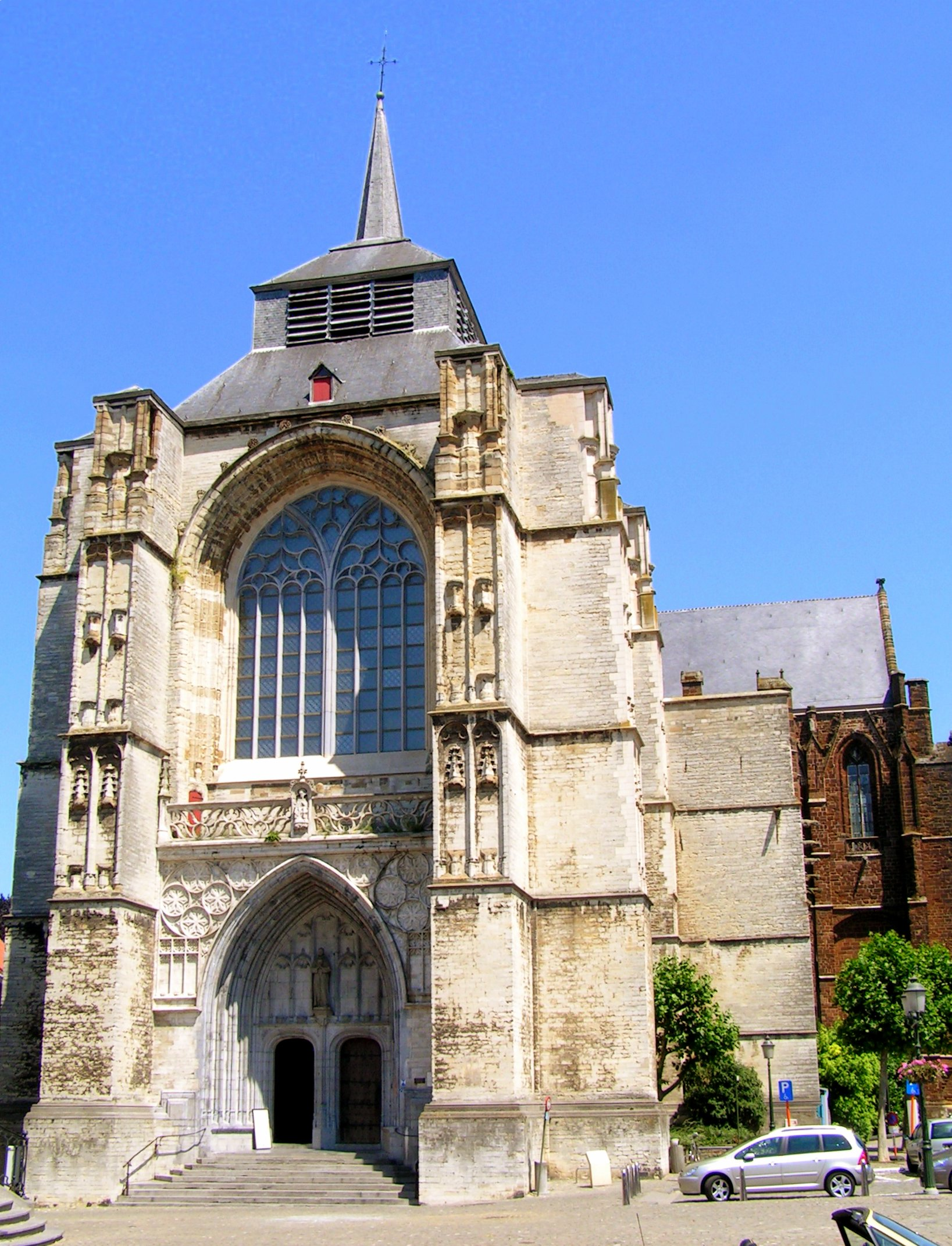
La chiesa di San Sulpizio

Nel 1533 la città fu infeudata a Guglielmo I di Nassau, detto il Taciturno, fondatore della dinastia di Orange-Nassau, la casa regnante dei Paesi Bassi.

## Amministrazione

### Gemellaggi
- Orange,  Francia